# 파라과이털난쟁이호저

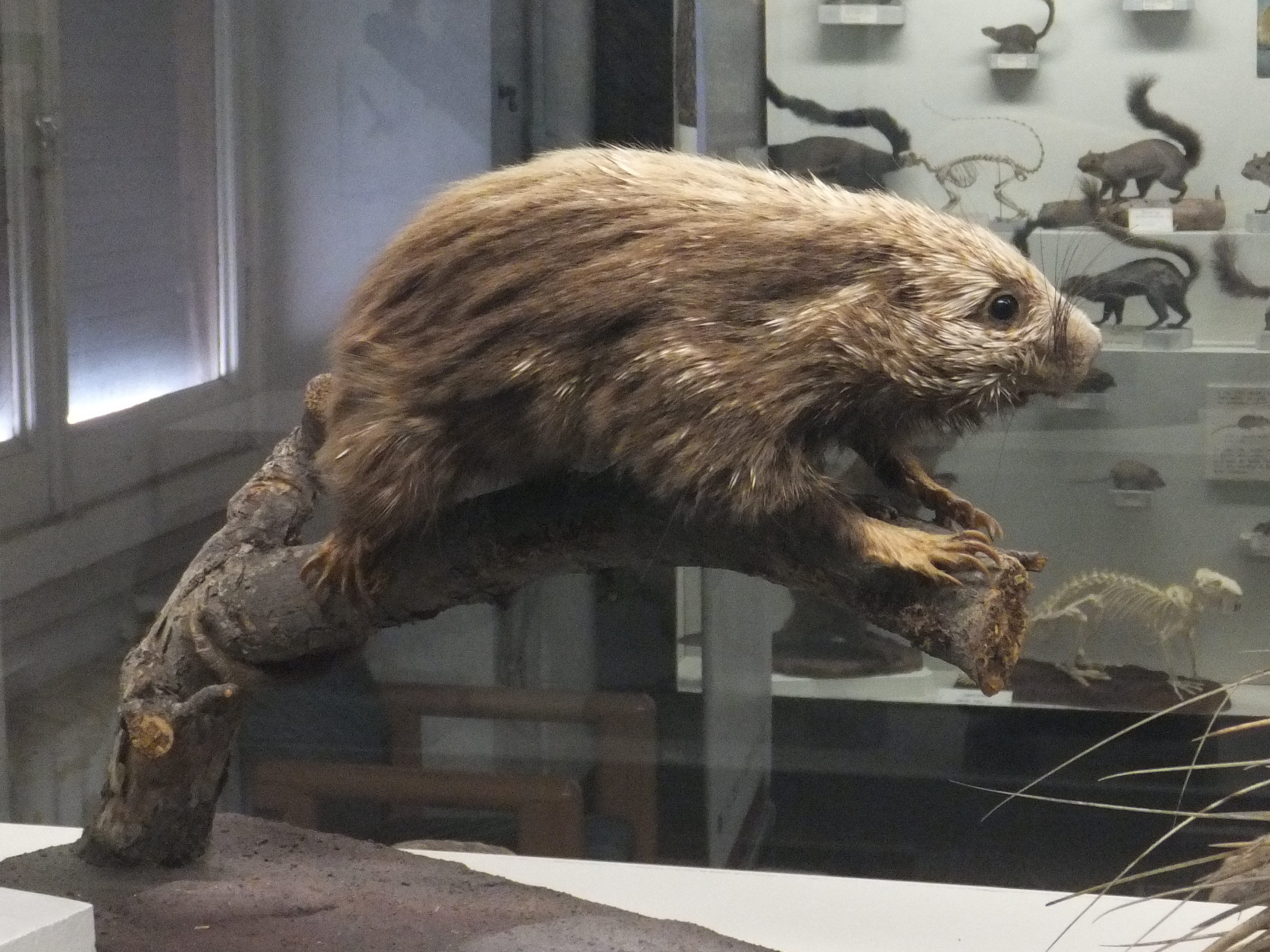
이탈리아 제노바의 시립 자연사 박물관의 박제된 표본

파라과이털난쟁이호저(Coendou spinosus)는 아메리카호저과에 속하는 남아메리카 설치류의 일종이다. 아르헨티나와 브라질, 파라과이 그리고 우루과이에서 발견된다.
짧은 꼬리와 회색빛 갈색 가시를 갖고 있으며, 과일과 개미 번데기, 채소, 뿌리 등을 먹는다. 이전에 난쟁이호저속(Sphiggurus)으로 분류하기도 했지만, 유전학 연구에 의해 다계통군으로 밝혀짐에 따라 더 이상 난쟁이호저속은 인정되지 않고 있다. 이전에 오렌지가시털난쟁이호저(Sphiggurus villosus)로 인정하던 개체군도 이제는 파라과이털난쟁이호저로 재분류하고 있다. 근연종은 이색가시호저(Coendou bicolor)와 검은난쟁이호저(Coendou nycthemera)이다.